# 樫野幸子
樫野 幸子（かしの さちこ、現姓:西岡、1965年11月24日 - ）は、日本の元女子バレーボール選手。

## 来歴
兵庫県三原郡西淡町伊加利（現・南あわじ市伊加利）出身。志知高校を経て、1984年に日本リーグのユニチカ（当時）に入部。
ユニチカのエースとして長年活躍し、1989年に全日本に選出され、1989年ワールドカップバレーボールに出場した。1990年に現役引退。
現在は南あわじ市職員として勤務するかたわら、元全日本選手として、スポーツイベントなどに出ている。

## 球歴
- 全日本代表としての主な国際大会出場歴
  - ワールドカップ - 1989年

## 所属チーム
- 町立辰美中
- 志知高校
- ユニチカ（1984 - 1990年）

## エピソード
- バレーボール現役時代の友人の1人に、現在タレントとして活動している大林素子がおり、彼女と久々に会った時の模様が、大林の公式ブログ「モトコレ!」に掲載されている[2]。このブログにて、大林は旧姓の「樫野」で紹介しているが、樫野はこれに自らレスで書き込みを入れており、その際、現姓の「西岡」を名乗っている。
- 2006年のワールドカップサッカーに、地元南あわじ市出身の加地亮選手が出場したが、試合の模様を島内の2会場で観戦会を行った際に、バレーボール元全日本選手の立場で、同じ世界の舞台で戦った経験を持つことで、加地選手にエールを送っている[3]。